# Eric Balfour
Eric Salter Balfour, född 24 april 1977 i Los Angeles, Kalifornien, är en amerikansk skådespelare och sångare.

## Filmografi (urval)
- 1997 – Räddningen
- 2001 – America's Sweethearts
- 2003 – Afrikas hemligheter
- 2003 – The Texas Chainsaw Massacre
- 2004 – OC (TV-serie)
- 2004 – Hawaii (TV-serie)
- 2007 – LA Ink, avsnitt Welcome Home, Kat (gäst i TV-serie)
- 2008 – Hell Ride
- 2009 – L.A. Gigolo
- 2009 – Horseman
- 2010 – Haven (TV-serie)